# خمس دقائق من السماء
خمس دقائق من السماء (بالإنجليزية: Five Minutes of Heaven)‏ هو فيلم أيرلندي لعام 2009 من إخراج أوليفر هيرشبيغل وكتابة جاي هيبرت. تم عرض الفيلم لأول مرة في 19 يناير 2009 في مهرجان صاندانس السينمائي الخامس والعشرين حيث فاز بجائزة السينما العالمية للإخراج المسرحي لأوليفر هيرشبيغل وجائزة السينما العالمية لكتابة السيناريو لجاي هيبرت.

## الممثلين
- مارك دافيسون في دور يونغ أليستير
- ديارمويد نويز بدور آندي
- نيامه كوزاك بدور أمي أليستير
- ماثيو ماكلهيني في دور ستيوارت
- كونور ماكنيل في دور ديف
- بول جاريت في دور والد أليستير
- كيفن أو نيل في دور يونغ جو
- جيرارد جوردان في دور جيم
- باولا ماكفيتريدج بدور (جين جريفين)
- جيمس نيسبيت في دور الكبار جو
- باري متسيفا في دور سائق جو
- ليام نيسون بدور أليستير الكبار
- ريتشارد أور كسائق أليستير
- ريتشارد دورمر في دور مايكل
- أناماريا مارينكا بدور فيكا
- جوناثان هاردن في دور ديفيد

## روابط خارجية
- خمس دقائق من السماء على موقع IMDb (الإنجليزية)
- خمس دقائق من السماء على موقع ميتاكريتيك (الإنجليزية)
- خمس دقائق من السماء على موقع روتن توميتوز (الإنجليزية)
- خمس دقائق من السماء على موقع نتفليكس (الإنجليزية)
- خمس دقائق من السماء على موقع قاعدة بيانات الأفلام العربية
- خمس دقائق من السماء على موقع ألو سيني (الفرنسية)
- خمس دقائق من السماء على موقع Turner Classic Movies (الإنجليزية)
- خمس دقائق من السماء على موقع أول موفي (الإنجليزية)
- خمس دقائق من السماء على موقع بوكس أوفيس موجو (الإنجليزية)
- خمس دقائق من السماء على موقع فيلمافينيتي (الإسبانية)